# Владислав (Малопольське воєводство)
Владислав (пол. Władysław) — село в Польщі, у гміні Івановиці Краківського повіту Малопольського воєводства.
Населення — 147 осіб (2011).
У 1975-1998 роках село належало до Краківського воєводства.

## Демографія
Демографічна структура станом на 31 березня 2011 року:
|          | Загалом | Допрацездатний вік | Працездатний вік | Постпрацездатний вік |
| -------- | ------- | ------------------ | ---------------- | -------------------- |
| Чоловіки | 72      | 19                 | 47               | 6                    |
| Жінки    | 75      | 19                 | 41               | 15                   |
| Разом    | 147     | 38                 | 88               | 21                   |